# (35498) 1998 FC35
1998 FC35 (asteroide 35498) é um asteroide da cintura principal. Possui uma excentricidade de 0.26149360 e uma inclinação de 8.48021º.
Este asteroide foi descoberto no dia 20 de março de 1998 por LINEAR em Socorro.